# Jacqueline Kennedy Onassis
Jacqueline Lee Bouvier Kennedy Onassis (Southampton, 28 de julho de 1929 – Manhattan, 19 de maio de 1994), também conhecida como Jackie, foi a esposa do 35.º presidente dos Estados Unidos John F. Kennedy e, portanto, foi primeira-dama dos Estados Unidos de 1961 a 1963, quando ele foi assassinado. Cinco anos depois, casou-se com o magnata grego Aristóteles Onassis; continuaram casados até a morte dele. Posteriormente casou se com o industrial belga Maurice Tempelsman, com quem permaneceu até seu falecimento.
Nas últimas duas décadas de sua vida, Jacqueline Kennedy Onassis teve uma carreira de sucesso como editora de livros. É lembrada por suas contribuições para a arte e preservação da arquitetura histórica, seu estilo, elegância e graça. Um ícone da moda, seu famoso terno rosa tornou-se um símbolo do assassinato de seu marido e uma das últimas imagens da década de 1960.

## Vida familiar, família e educação

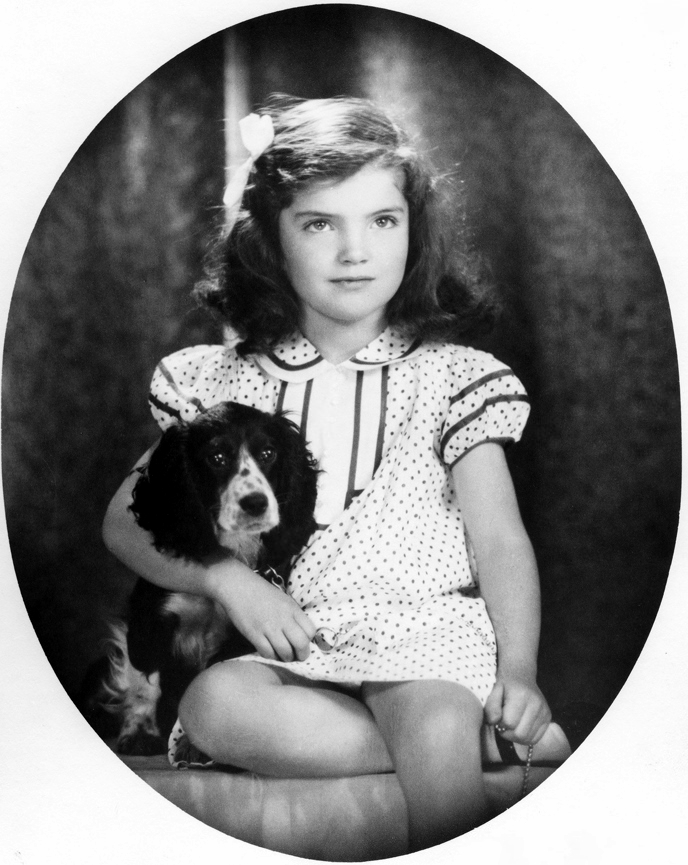
Jacqueline em 1935, com seis anos de idade, com seu cachorro.

Jacqueline Lee Bouvier nasceu no condado de Suffolk, na ilha de Long Island, litoral do estado de Nova Iorque. Era a filha mais velha de John Vernou Bouvier III (1891–1957), um corretor da Wall Street, e de Janet Norton Lee Bouvier Auchincloss Morris (1907–1989). Jacqueline tinha ascendência irlandesa, escocesa e inglesa; sua ascendência francesa era distante, sendo seu último ancestral francês Michel Bouvier, um marceneiro baseado em Filadélfia que era seu trisavô. Em Washington, D.C., ela foi educada por pouco tempo em Holton-Arms School, uma escola preparatória e particular para meninas (ela mudou-se para Bethesda, Maryland, posteriormente). Em 1933 nasceu sua irmã Caroline Lee.
Seu pai, apelidado de Black Jack, era um corretor de ações na Bolsa com fama de playboy, cujos casos extraconjugais com várias mulheres causaram o divórcio entre ele e Janet quando Jackie ainda era uma menina. Black Jack permaneceu um homem divorciado, enquanto Janet desposou, em 1942, Hugh D. Auchincloss, filho de Emma Jennings, filha do fundador da Standard Oil. Hugh era o rico herdeiro de uma companhia de produção, transporte, refino e venda de petróleo. Em 1979 Janet casou-se pela terceira vez com Bingham Morris.
Em sua infância aristocrática, Jacqueline tornou-se uma praticante de hipismo e desenvolveu grande entusiasmo por cavalos e competições. Essa paixão a acompanharia por toda sua vida, ganhando troféus e medalhas. Na fazenda Hammersmith, que pertencia ao seu padrasto, ela pôde apreciar melhor a equitação. Ela amava ler, pintar, escrever poemas e tinha uma relação bem mais fácil com seu pai do que com sua mãe.
Jackie teve educação excelente, iniciou seu ensino fundamental e médio na exclusiva The Chapin School (Manhattan, Nova York), e em Miss Porter's School (Farmington, Connecticut). Em Vassar College (Poughkeepsie), começou sua educação acadêmica e foi nomeada "debutante do ano" entre 1947 e 1948. No final da década de 40 realizou uma viagem de intercâmbio para Sorbonne, em Paris. Anos mais tarde, Jackie lembraria essa época como a mais feliz de sua vida. Quando retornou, decidiu não voltar a Vassar e transferiu-se para a Universidade George Washington, em Washington D.C., onde fez graduação em Literatura francesa.
Em 1951 Jacqueline conseguiu seu primeiro emprego, trabalhando para o jornal Washington Times-Herald. Seu trabalho consistia em entrevistar pessoas a respeito de temas polêmicos e escrever uma coluna. As perguntas e divertidas respostas então apareciam ao lado da fotografia dos entrevistados no jornal. Uma das matérias de Jacqueline para essa tarefa foi um jovem senador de Massachusetts: John F. Kennedy.

## Casamento com Kennedy

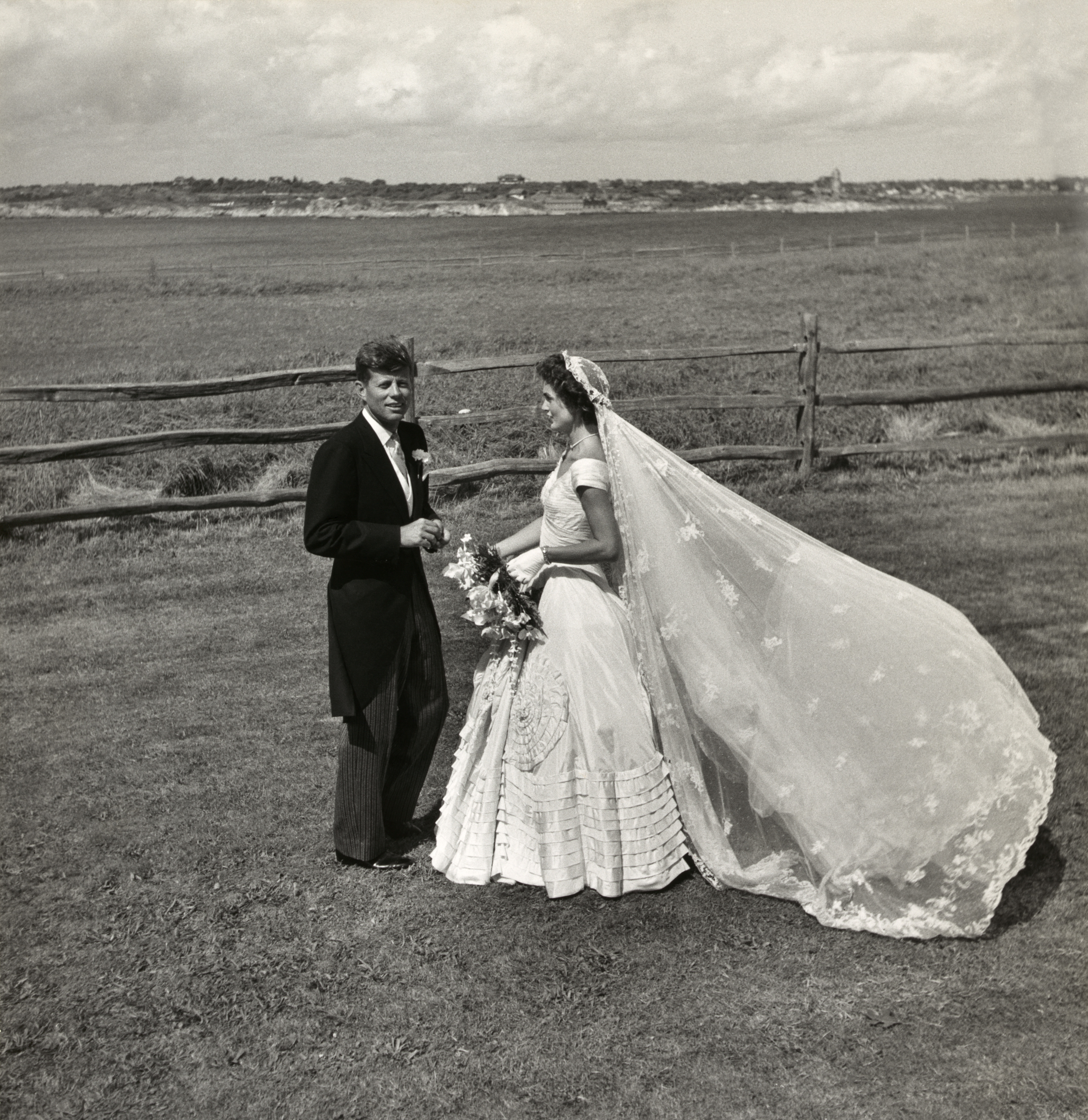
O casal JFK e Jackie, em 12 de setembro de 1953.

Jacqueline estava comprometida com John Husted em dezembro de 1951. Entretanto, o relacionamento acabou em março de 1952 com um conselho da mãe de Jackie, que acreditava que Husted não era rico o bastante.
Em 10 de maio de 1952, Jacqueline conheceu o senador John F. Kennedy numa festa em Washington, realizada por um casal amigo de ambos: Martha e Charles Bartlett. John e Jackie só se reencontrariam nove meses depois em outra festa realizada pelos Bartlett. Kennedy convidou Jackie para saírem no fim de semana e foram a um parque de diversões em Georgetown. Depois de se reencontrarem, eles começaram um namoro, que terminou em noivado pouco tempo depois.
O anúncio do noivado do casal não agradou todos os membros da família Bouvier. De acordo com um artigo do Time Magazine, "[Jacqueline] me telefonou para contar a notícia" - explicou a irmã Black Jack, Maude Bouvier Davis - "mas ela disse, 'Você não pode dizer nada sobre isso porque o Saturday Evening Post vai trazer um artigo sobre John chamado "O Jovem Solteirão do Senado", e isso estragaria tudo".
Jacqueline Bouvier e John F. Kennedy casaram-se em 12 de setembro de 1953 em Newport (Rhode Island). Os vestidos da noiva e das damas-de-honra foram feitos por Ann Lowe, e a cerimônia, com duas mil pessoas, ocorreu na fazenda Hammersmith. Depois do casamento, eles retornaram a Washington D.C. No entanto, John realizou duas operações para acabar com a dor nas costas proveniente de um machucado nos tempos de guerra. Com a recuperação da cirurgia, Jackie encorajou Kennedy a escrever Profiles in Courage, um livro que descreve os atos de bravura e de integridade por oito senadores dos Estados Unidos durante toda a história do Senado. A obra recebeu o prêmio Pulitzer por biografia em 1957.

### Filhos
Depois de um aborto acidental em 1955, eles tiveram quatro filhos juntos: Arabella Kennedy (natimorta, 1956), Caroline Bouvier Kennedy (1957), John Fitzgerald Kennedy Jr (1960-1999) e Patrick Bouvier Kennedy (7 de agosto - 9 de agosto de 1963).
| Nome                        | Nascimento             | Morte                | Observações                                                                |
| --------------------------- | ---------------------- | -------------------- | -------------------------------------------------------------------------- |
| Arabella Kennedy            | 23 de agosto de 1956   | 23 de agosto de 1956 | Natimorta; enterrada ao lado de seu irmão Patrick Bouvier Kennedy          |
| Caroline Bouvier Kennedy    | 27 de novembro de 1957 |                      | Casou-se com Edwin Schlossberg; com descendência                           |
| John Fitzgerald Kennedy Jr. | 25 de novembro de 1960 | 16 de julho de 1999  | Casou-se com Carolyn Bessette; morreu num acidente aéreo; sem descendência |
| Patrick Bouvier Kennedy     | 7 de agosto de 1963    | 9 de agosto de 1963  | Morreu devido à Síndrome da angústia respiratória do recém-nascido         |

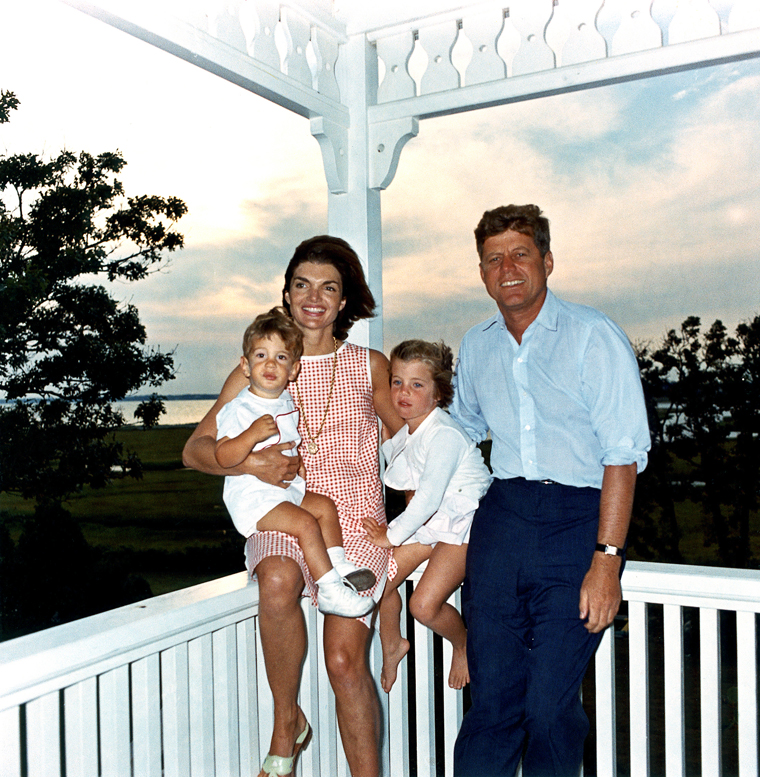
A família Kennedy em 1962.

O casamento tinha seus problemas, resultantes dos casos amorosos de John F. Kennedy e de seus problemas de debilitação de saúde, os quais foram escondidos do público. Jacqueline passava muito tempo no começo de seu casamento redecorando a casa e comprando roupas. Eles passaram os primeiros anos de casamento numa residência no centro de Georgetown, Washington, mais especificamente na N Street.
Jacqueline era muito amiga de seu sogro, Joseph P. Kennedy, e de seu cunhado, Robert "Bob" Kennedy. Contudo, ela não era uma mulher competitiva e esportista e definitivamente não pertencia à natureza abrasiva do clã dos Kennedy. Calma e reservada, Jacqueline foi apelidada de "the deb" por suas cunhadas e sempre permaneceu relutante ao ser convidada para os tradicionais jogos da família. Uma vez, quebrou sua perna num jogo de basebol.

### Primeira-dama dos Estados Unidos

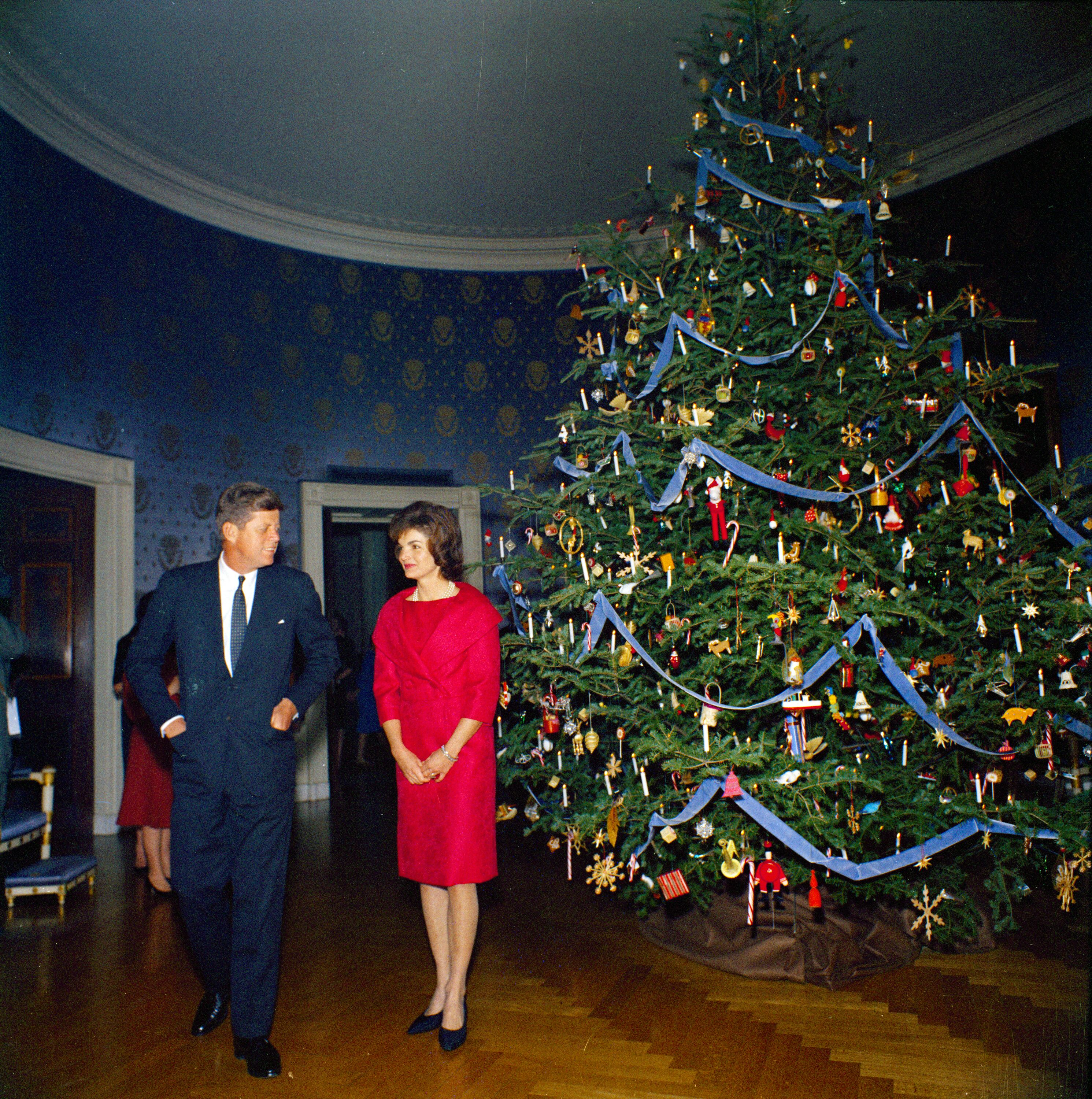
Jacqueline Kennedy e JFK na Árvore de Natal dentro da Casa Branca, em 1962.

Em janeiro de 1960 o senador John F. Kennedy anunciou sua candidatura à presidência dos Estados Unidos e começou a trabalhar longas horas e a viajar por todo o país. Poucas semanas antes da campanha de seu marido, Jacqueline soube que estava grávida, e os médicos a instruíram a ficar em casa. Mesmo assim, ela ajudou seu marido respondendo centenas de cartas de campanha, fazendo comerciais de televisão, dando entrevistas e escrevendo uma coluna semanal num jornal, Campaign Wife, distribuída em todo o país. Na eleição geral em 8 de novembro de 1960, John Kennedy venceu o republicano Richard Nixon por uma estreita margem e tornou-se o 35° Presidente dos Estados Unidos em 1961. Jackie tornou-se uma das mais jovens primeiras-damas da história. Ela teve um papel bastante ativo na campanha.
Como primeira-dama, ela foi forçada a entrar no foco público com tudo em sua vida sob escrutínio. Jacqueline sabia que seus filhos estariam no olho público, contudo ela estava determinada a protegê-los da imprensa e a dar-lhes uma infância normal. Permitiu que poucas fotografias fossem tiradas deles, mas, enquanto estava fora, o presidente Kennedy deixava o fotógrafo da Casa Branca Cecil Stoughton tirar.
Devido à sua ascendência francesa, Jackie Kennedy sempre sentiu um laço entre ela e a França, reforçado pelo fato de ter estudado lá. Esse amor logo seria refletido em muitos aspectos de sua vida, como nos menus que preparava para os jantares oficiais na Casa Branca e o bom gosto ao se vestir.

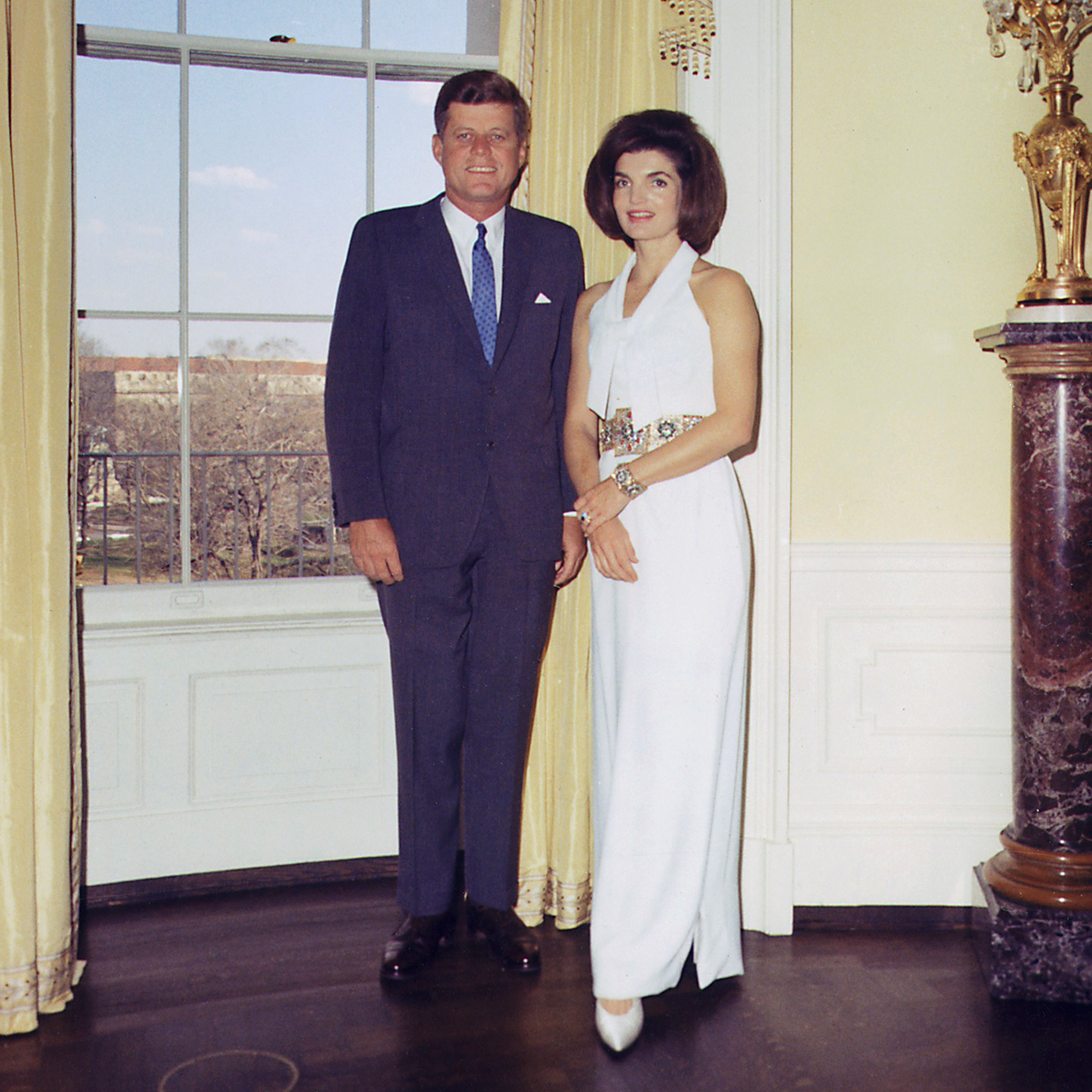
Jacqueline e seu marido, o Presidente Kennedy, na Casa Branca.

Jacqueline convidava artistas, escritores, cientistas, poetas e músicos para se mesclarem aos políticos, diplomatas e estadistas. Falava fluentemente francês, espanhol e italiano e tinha uma forte preferência por roupas francesas, que eram caras, mas temia que pensassem que fosse desleal a designers de moda norte-americana. Para seu "guarda-roupa oficial", Jackie escolhia o designer de Hollywood Oleg Cassini. Durante seus dias como primeira-dama, tornou-se um ícone da moda doméstica e internacional. Quando os Kennedy visitaram a França, impressionou Charles de Gaulle e o público com seu francês. Ao final da visita, a revista Time ficou encantada com a primeira-dama e escreveu: "Havia também aquele acompanhante que veio com ela". Até mesmo o presidente John Kennedy brincou: "Eu sou o homem que acompanhou Jacqueline Kennedy a Paris - e gostei muito!". Quando pediram ao presidente da União Soviética Nikita Khrushchov para apertar a mão do presidente dos Estados Unidos, o líder comunista disse: "Eu gostaria de apertar a mão dela primeiro".

### Restauração da Casa Branca
O principal projeto de Jacqueline Kennedy foi a restauração da Casa Branca. Com a ajuda da decoradora Sister Parish, Jacqueline transformou os quartos destinados à família presidencial em quartos agradáveis e convenientes para vida em família e construiu uma cozinha e quartos para suas crianças. Ela estabeleceu um Comitê de Artes para supervisionar e financiar o processo de restauração e contratou o especialista em móveis norte-americano Henry du Pont e o designer de interiores francês Stephane Boudin para aconselhar o processo. Jackie criou um projeto de lei, aprovado pelo Congresso, que estabelecia que as mobílias da Casa Branca seriam propriedade da Instituição Smithsonian, para acabar com as reivindicações dos móveis de ex-presidentes. Ela escreveu pessoalmente cartas para pessoas que possuíam peças históricas, pedindo para que fossem doadas à Casa Branca. Em 14 de fevereiro de 1962, a Sra. Kennedy apresentou os resultados de seu trabalho à televisão norte-americana em um tour pela Casa Branca com o jornalista Charles Collingwood da CBS.

### Tour na Índia e no Paquistão

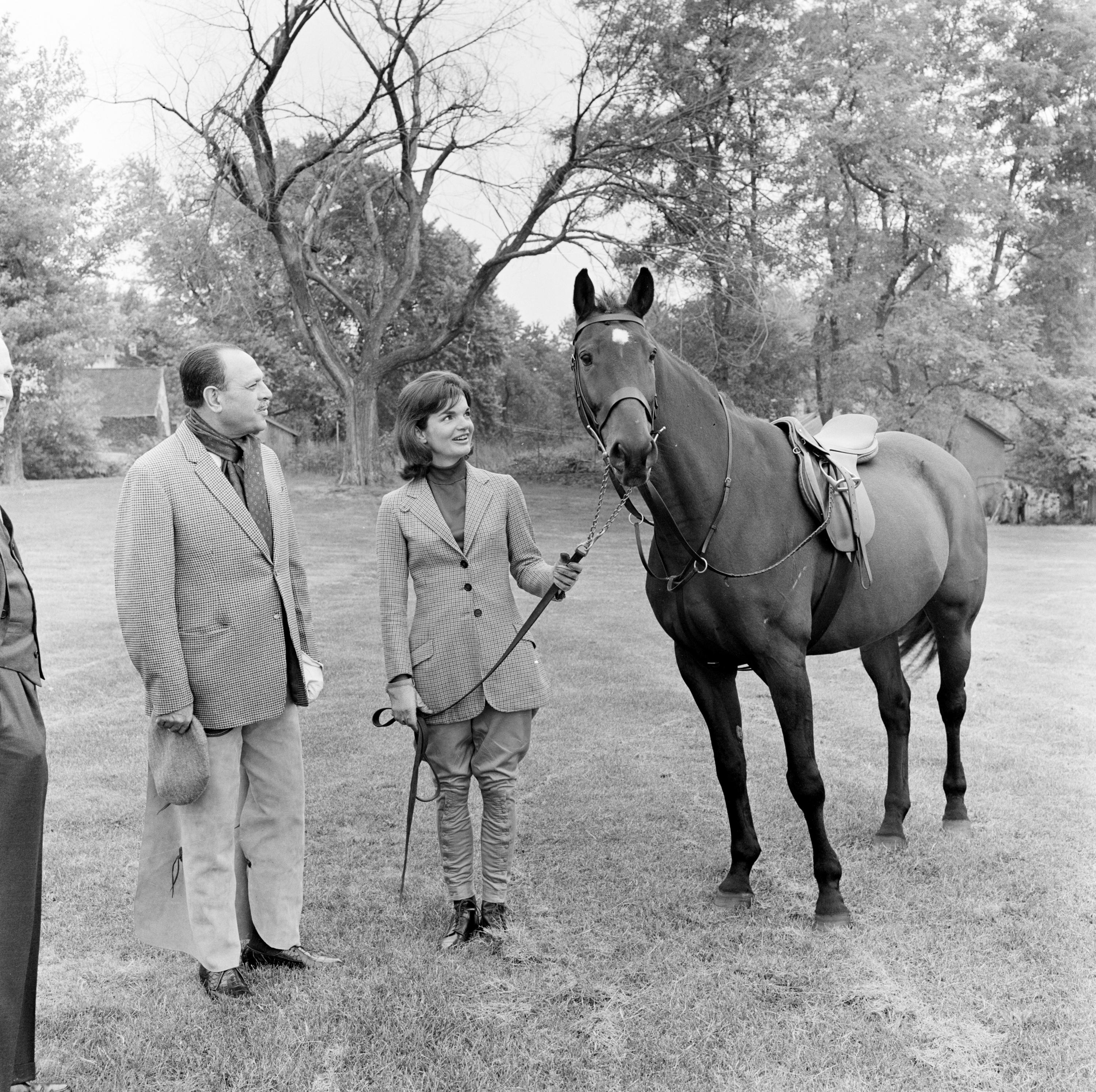
O presidente Ayub Khan e Jacqueline Kennedy com Sardar.

Com a solicitação do embaixador norte-americano da Índia, John Kenneth Galbraith, a sra. Kennedy incumbiu-se de realizar uma viagem à Índia e ao Paquistão, levando sua irmã Caroline Lee Radziwill. Novamente Jacqueline mostrou que sabia ser uma primeira-dama competente não apenas pelo encanto de seu guarda-roupa mas também pelo seu intelecto. Em Lahore, o presidente Ayub Khan presenteou Jacqueline Kennedy com um cavalo, Sardar.

## Elegância
A sra. Kennedy planejou numerosos eventos sociais que trouxeram o casal presidencial ao foco cultural da Nação. A apreciação pela arte, pela música e pela cultura marcou uma nova etapa na história norte-americana. A destreza de Jackie em entretenimento deu aos eventos da Casa Branca a reputação de serem mágicos. Por exemplo, ela orquestrou um jantar em Mount Vernon em honra ao presidente Ayub Khan, a quem o presidente Kennedy queria homenagear por seu papel na ajuda aos Estados Unidos numa recente crise. Ela baniu mesas longas no salão de jantar e proporcionou oito grandes mesas redondas. Jackie também é lembrada como uma boa companhia.
Inúmeras vezes foi vestida pela estilista venezuelana Carolina Herrera.

## O assassinato de Kennedy

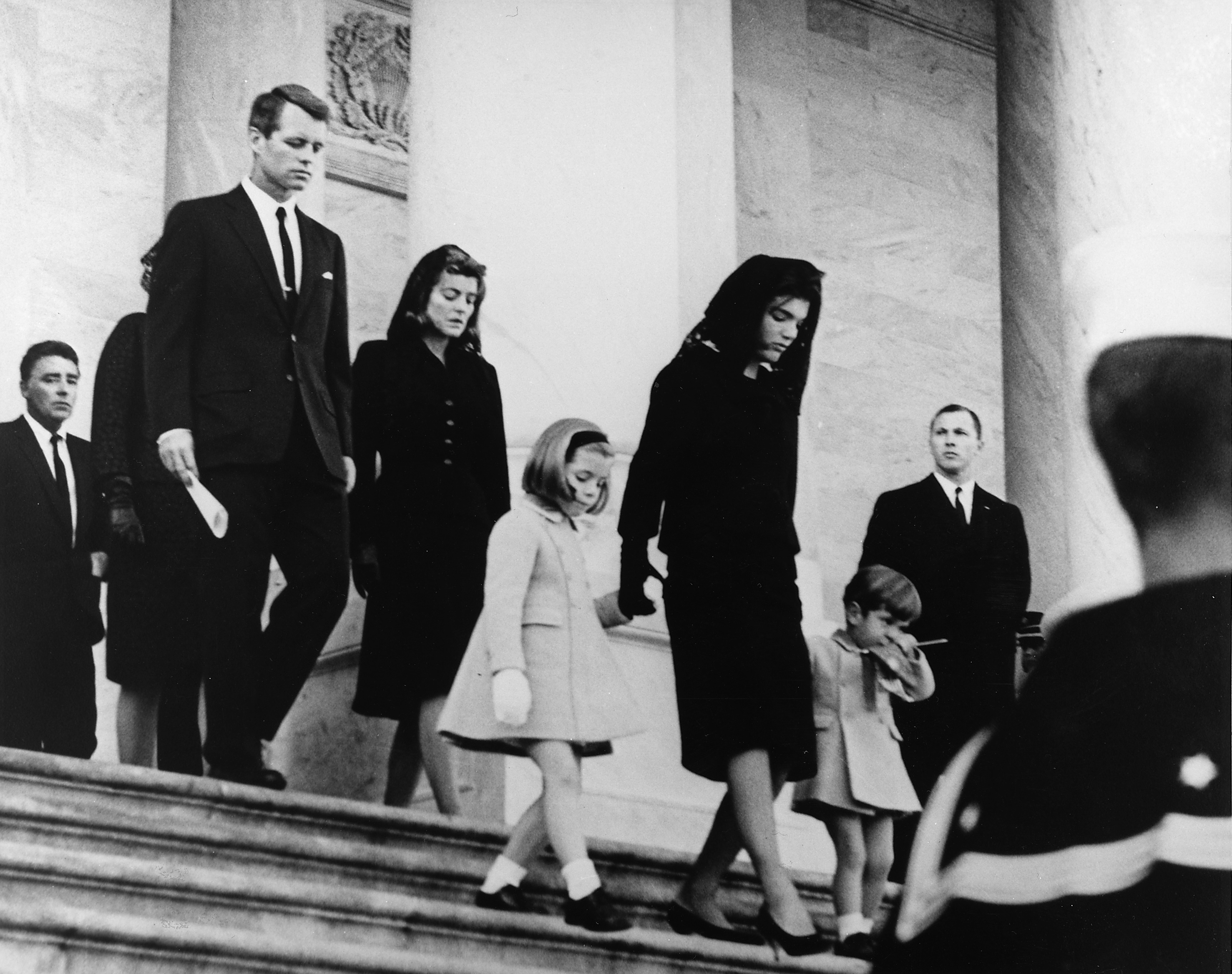
Jacqueline Kennedy, Robert Kennedy, John Jr., Caroline, depois de uma cerimônia de Estado para o presidente John F. Kennedy em 24 de novembro de 1963.

Depois da morte de seu filho Patrick Kennedy em agosto de 1963, Jackie manteve um comportamento discreto na Casa Branca. O presidente sugeriu que ela visitasse sua irmã na Europa como uma maneira de recuperar-se da morte de seu filho. Jackie passou considerável tempo relaxando na região do Mediterrâneo durante o outono. Ela e sua irmã foram convidadas para um cruzeiro no iate do magnata Aristóteles Onassis durante este período. Ela fez sua primeira aparição oficial em novembro, quando John Kennedy pediu que ela o acompanhasse ao Texas, com a finalidade de ajudá-lo a apaziguar os ânimos. No dia 22 de novembro de 1963, em Dallas, Jackie estava sentada ao lado de Kennedy na limusine quando ele foi alvejado e morto. O grande senso de história de Jacqueline veio a tona. Com força e altivez ela organizou cada detalhe do funeral do marido, o enterro no Cemitério Nacional de Arlington, e a flama eterna que ela acendeu no túmulo de seu finado marido. O tabloide britânico Evening Standard escreveu: "Jacqueline Kennedy deu ao povo americano uma coisa da qual eles sempre careceram: majestade."

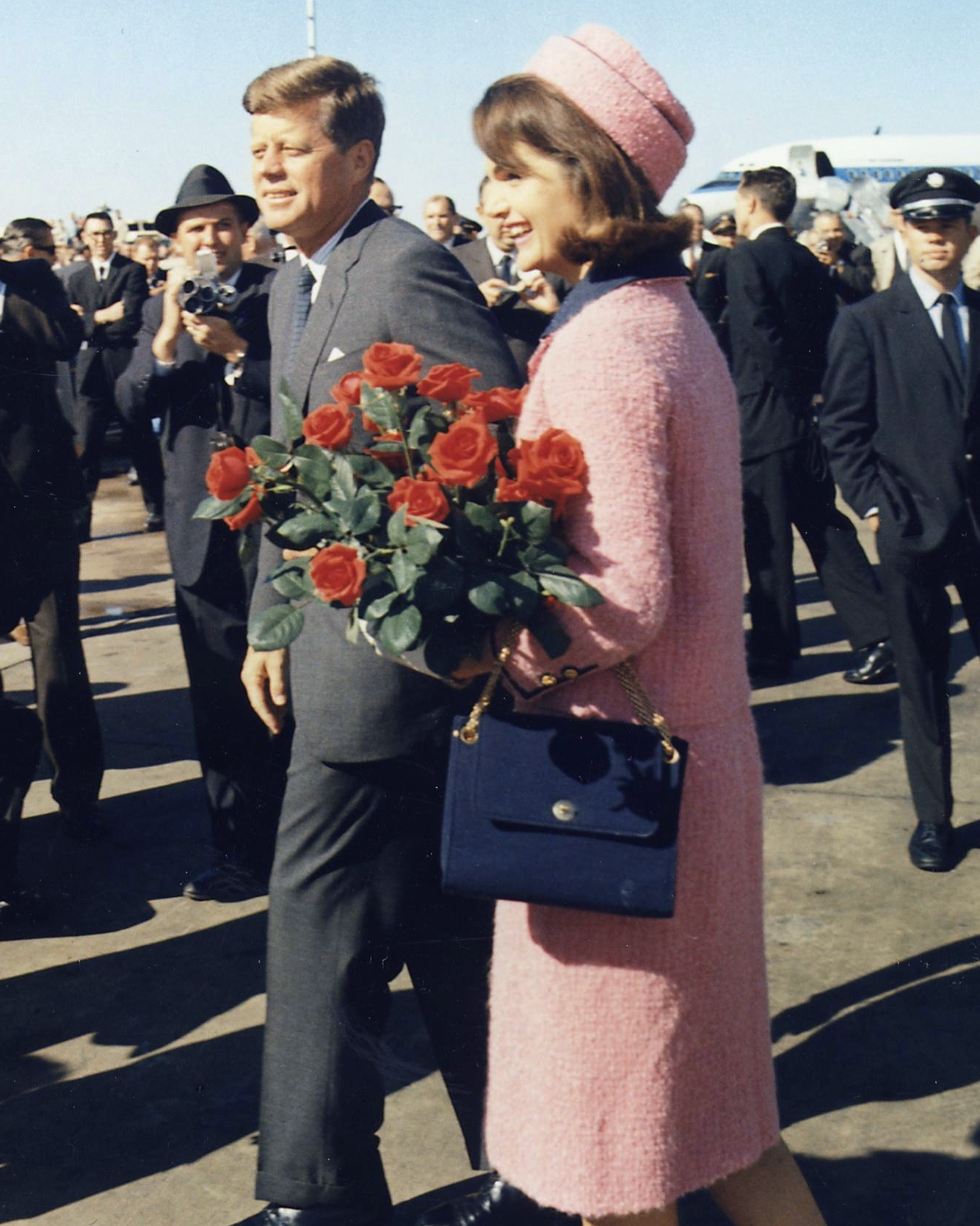
O senhor e senhora Kennedy em 22 de novembro de 1963, o dia do assassinato do presidente.

Foi forçada a ficar longe do olhar público. Ela foi poupada da experiência penosa de aparecer no julgamento de Lee Harvey Oswald, que morreu em 24 de novembro de 1963 nas mãos de Jack Ruby, um dono de boate que matou Oswald enquanto o assassino estava em custódia da polícia. Jacqueline fez uma breve aparição em Washington em honra do agente de Serviço Secreto, Clint Hill, que bravamente pulou na limusine em Dallas para proteger a primeira-dama e o presidente.

## Vida de viúva
Uma semana depois do assassinato de Kennedy, ela foi entrevistada por Theodore White da revista Life. Naquela entrevista, Jacqueline comparou os anos de John Kennedy na Casa Branca com o mítico Camelot do Rei Artur. "Agora ele é uma lenda, enquanto ele queria ser um homem" - disse Jackie para White. Também salientou que John havia adorado o show musical dos Lerner and Loewe, que estava estreando na Broadway.
A coragem de Jacqueline Kennedy perante o assassinato e o funeral do marido trouxe admiração de muitos em todo o mundo, e muitos norte-americanos lembram-se de sua coragem e dignidade naqueles quatro dias de novembro de 1963. Jacqueline e seus dois filhos continuaram na Casa Branca ainda por duas semanas, preparando-se para a mudança. Depois de viverem em Georgetown, Washington por algum tempo, Jackie decidiu comprar um apartamento luxuoso de 15 cômodos na Fifth Avenue em Nova York, com a esperança de ter mais privacidade. Durante esse tempo, sua filha Caroline contou aos seus professores de escola que sua mãe chorava com frequência.
Jacqueline perpetuou a memória do marido visitando seu túmulo em datas significativas e comparecendo a dedicações memoriais, como ao batizado do porta-avião da Marinha USS John F. Kennedy, em Virgínia (1967) e a um serviço memorial em Hyannis, Massachusetts. Em maio de 1965, Jacqueline Kennedy e a Rainha Elizabeth II dedicaram-se ao serviço memorial oficial do presidente Kennedy, ocorrido em Runnymede, Inglaterra.
Os planos para o estabelecimento da Biblioteca John F. Kennedy, onde ficariam guardados os papéis oficiais da administração Kennedy, foram supervisionados por ela. O plano original era construir a biblioteca de Cambridge próxima da Universidade de Harvard, mas por várias razões esse plano se tornou problemático. A biblioteca, projetada por Ieoh Ming Pei, possui um museu e foi dedicada em Boston em 1979 pelo presidente Jimmy Carter, dezesseis anos depois do assassinato de Kennedy. Os governos de muitas nações doaram dinheiro para erguer a biblioteca.

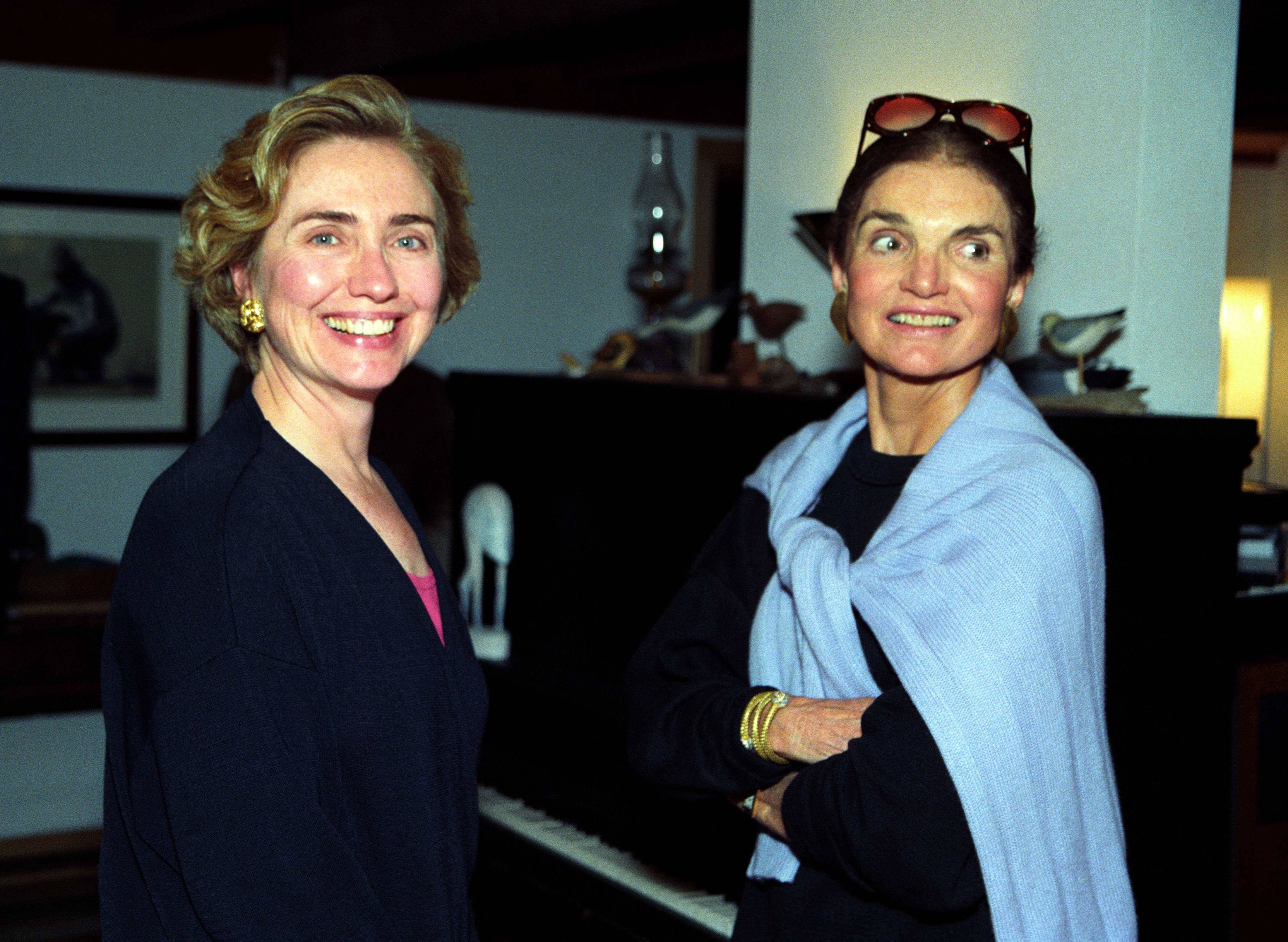
Hillary Clinton e Jacqueline Kennedy em 1993.

## Casamento com Onassis
Em 20 de outubro de 1968, Jacqueline Kennedy casou-se com Aristóteles Onassis, um magnata grego, em Skorpios, Grécia. Quatro meses e meio antes, seu cunhado, o senador Bob Kennedy, fora assassinado em Los Angeles. Naquele momento, Jacqueline acreditava que ela e seus filhos haviam se tornado "alvos" e que deveriam deixar os Estados Unidos. O casamento com Onassis parecia fazer sentido: ele tinha dinheiro e poder para garantir a proteção que ela quisesse, enquanto ela tinha o status social que ele almejava. Aristóteles Onassis havia terminado seu romance com a diva da ópera Maria Callas para desposar Jackie, que desistiu da proteção que, como viúva de um presidente, recebia do Serviço Secreto.
Por um tempo, o casamento arranhou a reputação de Jackie, pois para muitos ela abandonara a imagem de "eterna viúva presidencial". Entretanto, outros entenderam este casamento como o símbolo da "mulher norte-americana moderna", que lutava por seus interesses financeiros e por proteger sua família. O casamento inicialmente pareceu ser bem-sucedido, mas o estresse logo se tornou aparente. O casal raramente passava tempo junto. Embora Onassis tenha tido uma boa relação com seus enteados Caroline e John, Jr. (o filho de Aristóteles, Alexander, incentivou John a pilotar aviões; ironicamente, ambos morreram em acidentes aéreos), porém Jacqueline não se dava com sua enteada Christina Onassis, que passava a maior parte de seu tempo viajando e fazendo compras.
Onassis estava planejando se divorciar de Jacqueline quando morreu em 15 de março de 1975; Jacqueline estava com seus filhos em Nova York. Sua herança havia sido substancialmente diminuída por causa de um acordo pré-nupcial e por uma legislação que Onassis fez o governo grego aprovar, a qual limitava a fortuna que uma esposa não-grega e sobrevivente poderia herdar. Jacqueline, entretanto, negociou com Christina que acabou concordando em dar a Jackie algo em torno de 26 milhões de dólares, em troca de que ela abrisse mão de qualquer reivindicação do Império Onassis.

## Anos finais e morte

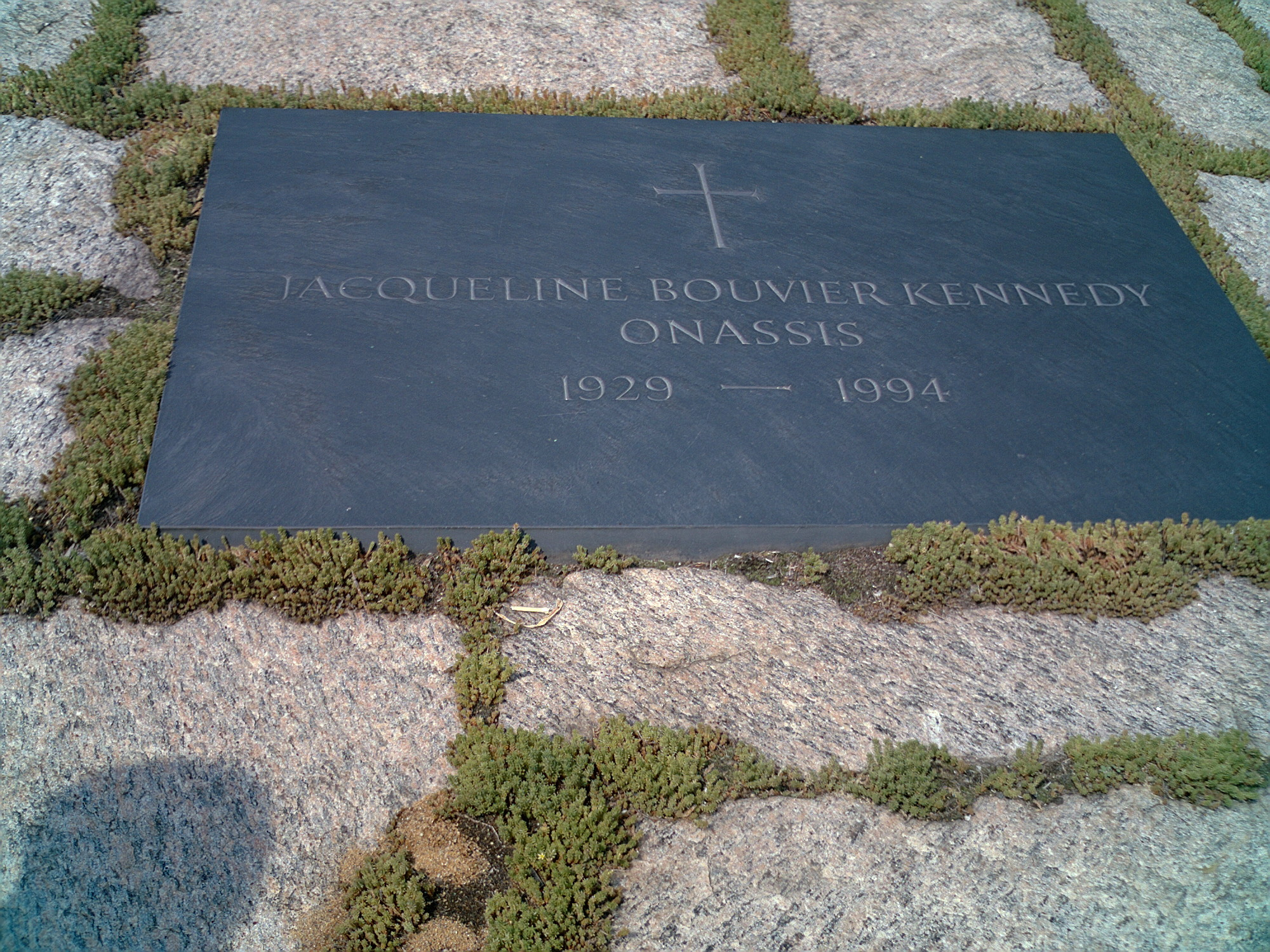
Túmulo de Jacqueline Bouvier Kennedy Onassis no Cemitério Nacional de Arlington, ao lado da tumba do presidente John F. Kennedy.

Com a morte de Onassis em 1975, Jacqueline ficou viúva pela segunda vez e, com o amadurecimento de seus filhos, Jackie pôde voltar a trabalhar e aceitou um emprego como editora na casa editora Doubleday, porque sempre havia gostado de literatura e de escrever. No fim dos anos 70 até seus últimos momentos, o industrial e mercador de diamantes Maurice Tempelsman, um belga que vivia separado de sua esposa, foi seu companheiro. Ela normalmente corria e fazia ginástica perto do Central Park.
Em janeiro de 1994, Jacqueline foi diagnosticada com câncer linfático. Seu diagnóstico veio ao público em fevereiro. A família estava inicialmente otimista, e Jackie parou de fumar com a insistência de sua filha, mas continuou a trabalhar. Em abril de 1994, o câncer avançou, e ela saiu do hospital Cornell e foi para sua casa em 18 de maio do mesmo ano. Muitos simpatizantes, turistas e repórteres ficaram na rua de seu apartamento na 1 040 Fifth Avenue, e ela morreu durante seu sono às 10h15 da manhã numa quinta-feira, em 19 de maio, aos 64 anos.